# Grazioso Enea Lanfranconi
Grazioso Enea Lanfranconi (także: Lafranconi, ur. 30 maja 1850 w Pellio Intelvi, zm. 9 marca 1895 w Bratysławie) – włoski inżynier i wynalazca.

## Życiorys
Studiował w Mediolanie, a w 1870 przeniósł się do Bratysławy. Był właścicielem firmy, posiadającej koncesję na regulację węgierskiego odcinka Dunaju i innych rzek na terenie kraju. Budował także nabrzeża i inne obiekty inżynieryjne. Wynalazł samoczynne urządzenie załadunkowe, opatentowane w wielu krajach Europy i w USA. Napisał także wiele prac teoretycznych na temat regulacji Dunaju.
Był także kolekcjonerem sztuki, archeologiem amatorem oraz twórcą multijęzykowego słownika oraz map dróg wodnych. Związany przez dużą część życia z Bratysławą, gdzie zbudował willę Lanfranconi. Upamiętnia go Most Lafranconi i przystanek tramwajowy Lafranconi (bez pierwszej litery n w nazwisku). Neorenesansowy pałac Lanfranconiego w centrum Bratysławy mieści dziś Ministerstwo Środowiska. W oparciu o ogrody willi powstał Ogród Botaniczny UK.
Komandor Cesarskiego Austriackiego Orderu Franciszka Józefa.